# Muhammadu Buhari
Muhammadu Buhari (Daura, 1942. december 17. – London, 2025. július 13.) nigériai politikus, az ország elnöke 1983 és 1985 között, majd 2015 májusától újraválasztva.

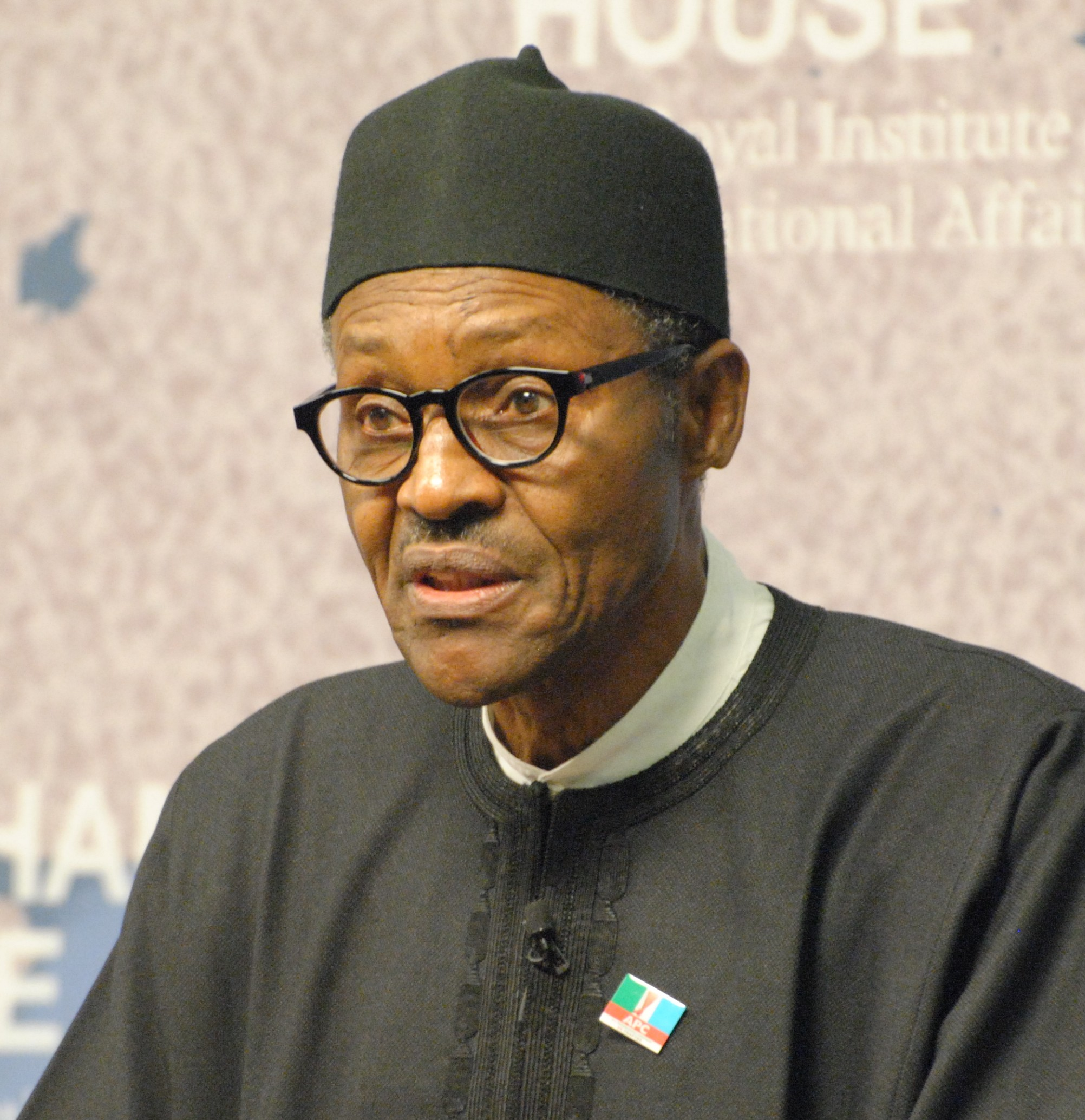
Muhammadu Buhari

## Életútja
Buhari az észak-nigériai Daurában született, muzulmán családba. Iskoláit szülővárosában és Katsinában végezte. 1961-ben járta ki a középiskolát, majd 1963-tól a kadunai Nigériai Katonai Kiképzőiskola diákja lett. Még abban az évben a nagy-britanniai Aldershotba küldték tisztképző iskolába, ahonnan hadnagyi rangban tért vissza. A következő években Abeokutában szolgált, majd 1965-ben az angliai Bordenben, 1973-ban az indiai Wellingtonban, 1979-80-ban pedig az Egyesült Államokban kapott továbbképzést különböző katonai iskolákban.
1975-ben részt vett az államcsínyben, amely Yakubu Gowon elnököt eltávolította a hatalomból, és az északkeleti országrész katonai kormányzója lett. 1976-tól 1978-ig az ország olajkincséért felelős kormánybiztos volt, és 1976–79-ben a legfelsőbb katonai tanács tagja volt.
1979-ben, amikor helyreállt a polgári hatalom, Buhari visszatért a hadsereghez, és Kadunában egy hadosztály parancsnoka volt. 1983-ban azonban a hadsereg ismét megelégelte az állítólagos korrupciót, és 1983. december 31-én átvette a hatalmat. Buhari lett az ország elnöke. Rövid kormányzása alatt az országot súlyos gazdasági problémák sújtották az alacsony olajárak miatt. Buhari népszerűtlen megszorító gazdasági intézkedéseket vezetett be, miközben a politikai korrupció virágzott. Buhari a politikai szabadságjogokat is korlátozta, cenzúrát vezetett be és a szakszervezetek jogait is visszaszorította. 1985 augusztusában azután a hadsereg véget vetett Buhari hatalmának, a kormányzást Ibrahim Babaginda vette át, Buharit pedig egy időre őrizetbe vették Benin Cityben. 1988-ban helyezték szabadlábra.
A 2000-es években Buhari többször indult – sikertelenül – az elnökválasztásokon. 2003-ban, 2007-ben és 2011-ben is vereséget szenvedett. Muhammadu Buhari a 2015-ös elnökválasztáson is indult Goodluck Jonathan hivatalban lévő elnökkel szemben. A választást a voksok 54 százalékával megnyerte: 2,5 millió szavazattal kapott többet, mint a hivatalban lévő államfő.
2015 szeptemberében Buhari vagyonnyilatkozatot hozott nyilvánosságra. Eszerint vagyontárgyai közt több mezőgazdasági ingatlan is van, tulajdonosa öt háznak és két vályogkunyhónak. Az elnök 270 szarvasmarha és 25 juh gazdája is. Megtakarításából, elmondása szerint két autót vásárolt.
Buhari 2019-ben ismét indult az elnökválasztáson, és 2019. február 26-án másodszor is elnöki mandátumot szerzett. Ezúttal közel négymillió szavazattal kapott többet ellenfelénél, Atiku Abubakar volt alelnöknél.